# Khalsa

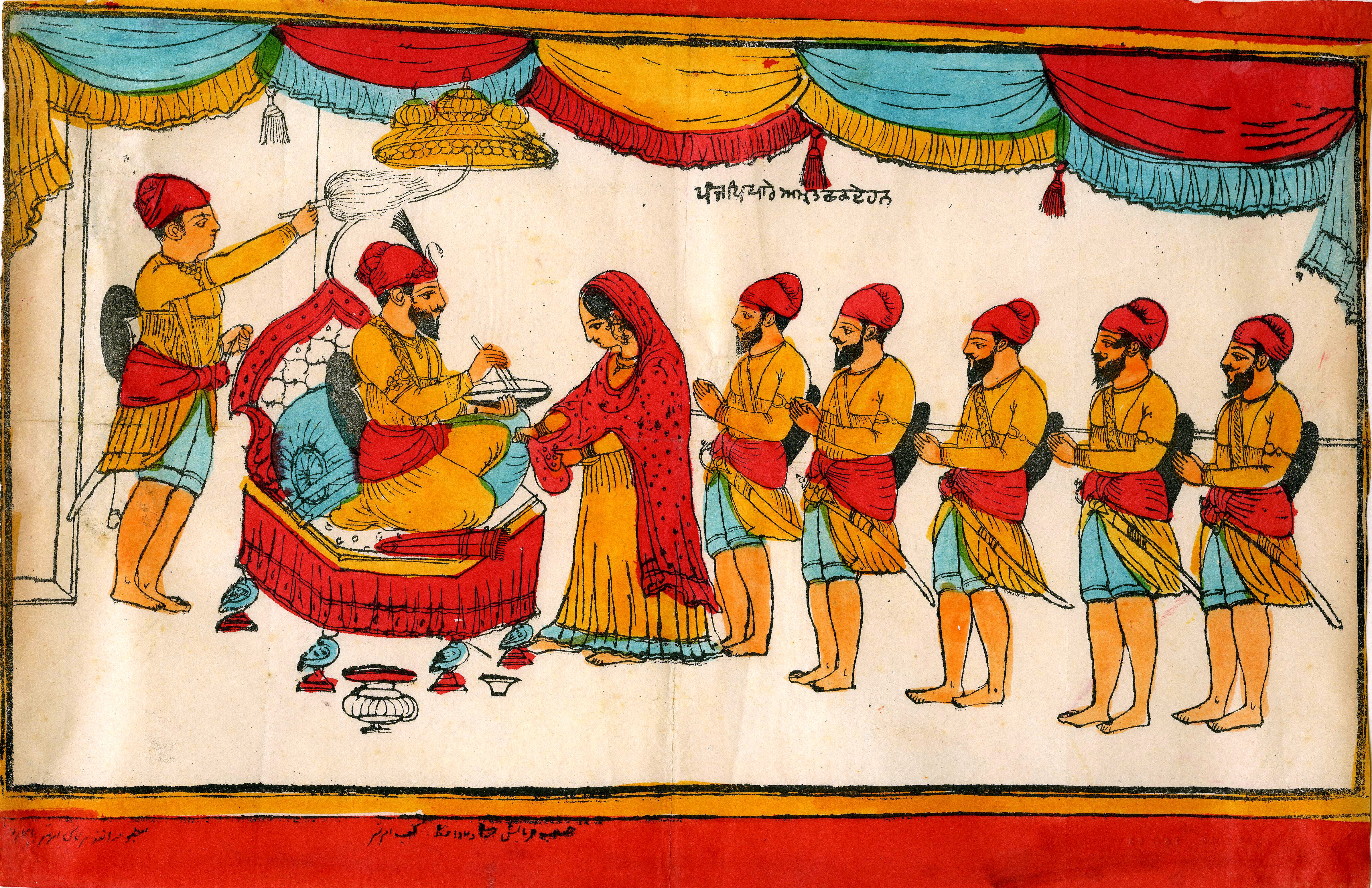
Guru Gobind Singh grundar Khalsaorden 1699.

Khalsa är en dominerande riktning inom sikherna. Ord kommer från punjabi och betyder "äkta". Riktningen grundades av guru Gobind Singh 1699. Från början fungerade den som ett krigiskt brödraskap eftersom sikherna vid tidpunkten förföljdes av de härskande mogulerna.
Den invigde mannen får tillnamnet singh (som betyder lejon på punjabi) och den invigda kvinnan tillnamnet Kaur (=prinsessa). De invigda skall bära de fem K:na:
1. kesh: vårdat men oklippt hår på huvudet, som täcks av huvudbonad (keski/turban), samt skägg. Detta symboliserar andlighet.
2. kangha: en kam för hår och skägg. Används även för att sätta upp håret och symboliserar andlig disciplin samt hygien.
3. kirpan: en dolk som symboliserar värdighet och självrespekt.
4. kaccha: korta byxor som representerar sexualmoral.
5. kara: armring av järn som bärs på handleden och symboliserar evigheten, tron på en Gud, sikhernas gemenskap med Gud och de sikhiska medlemmarna.